# Oud-Sabbinge
Oud-Sabbinge is een dorp in de gemeente Goes, in de Nederlandse provincie Zeeland. Oud-Sabbinge heeft 228 inwoners (2018).

## Geschiedenis
De naam Sabbinge werd voor het eerst genoemd in 1206 of 1208 (de datum is slecht leesbaar) in een oorkonde waarin Egidius van Sabbinge als getuige wordt opgevoerd. De heren van Sabbinge bewoonden een kasteel dat in de jaren zestig van de 20e eeuw grondig is gerestaureerd.
De Oud-Sabbingepolder is het enige deel van het voormalige eiland Wolphaartsdijk dat sinds de eerste bewoning (omstreeks het jaar 1000) permanent bewoond is geweest. Alle andere delen van het eiland zijn op enig moment door watersnood onbewoonbaar geworden. Aangenomen wordt dat de eerste bewoners uit het destijds overbevolkte Vlaanderen kwamen. De dorpen Hongersdijk en Westkerke zijn bij middeleeuwse vloeden geheel in zee verdwenen. Sabbinge was lange tijd het voornaamste dorp op het eiland. De namen van twee andere dorpen (Oostkerke en Westkerke) onderstrepen dit. De omvang van de opgemetselde funderingen van de voormalige kerk getuigt nog steeds van het belang van de kerk van Oud-Sabbinge: het was de moederkerk van het eiland. In 1572 hebben Geuzen de kerk verwoest. Zij wilden hiermee voorkomen dat de Spanjaarden (die Goes hadden bezet) ook het eiland Wolphaartsdijk in handen zouden krijgen. De voornaamste bewoners van Sabbinge en de geestelijken werden gemolesteerd en verjaagd. Met het in onbruik raken van de kerk voor kerkdiensten veranderde Oud-Sabbinge in 1572 van dorp in een gehucht.

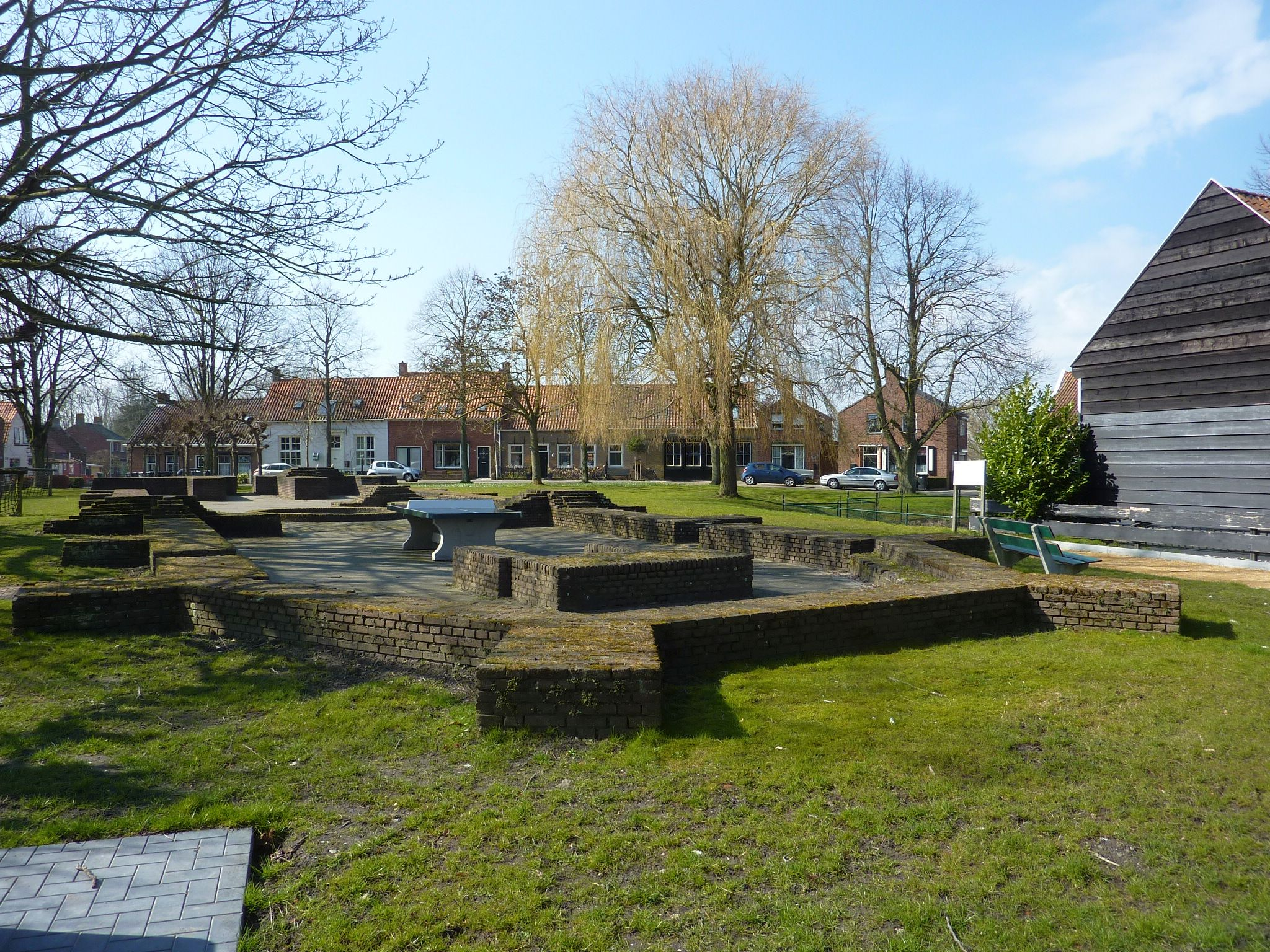
De fundamenten van de kerk, Oud-Sabbinge

Met de verwoesting van de kerk verloor Sabbinge haar status als kerkelijk middelpunt van het eiland. Honderd jaar eerder was Sabbinge al gedegradeerd tot bestuurlijk aanhangsel van Oostkerke (later Wolphaartsdijk) door het huwelijk van een jonkvrouw van Sabbinge met de jongste zoon van de ambachtsheer van Oostkerke, Laurens van Cats. In 1806 worden de resten van de kerk gesloopt. In de bouwval was eerst een parochieschool gevestigd en later een werk- en opslagplaats voor enkele lokale ambachtslieden. In 1809 leggen Rotterdamse speculanten in het oosten de Wilhelminapolder aan. Het waterschap Zeeuwse Eilanden pompt er het eiland Wolphaartsdijk nog steeds vast aan Zuid-Beveland.
Op de plek van de kerk is in 1872 een openbare lagere school gebouwd. Pas in 1953 komt tijdens de watersnood de Oud-Sabbingepolder tot de heupen in het water te staan. Er vallen geen slachtoffers. Oud-Sabbinge is tot ver na de Tweede Wereldoorlog zelfvoorzienend met een eigen smid, wagenmaker, een aantal bakkers, slagers, een kapper, visboer, een klompenmaker, kruideniers en een warenhuis. De opkomst van het autobezit maakt hier ook in Oud-Sabbinge een eind aan: de middenstand bezwijkt. Het gehucht loopt leeg en bijna een kwart van de huizen is in de jaren zeventig van de vorige eeuw vakantiewoning. De gemeente ontmoedigt dit recreatieve gebruik met succes en geleidelijk werd Oud-Sabbinge weer een levendige woonkern. Weliswaar zonder voorzieningen (in 1973 sluit ook de openbare lagere school) maar ironisch genoeg is het ontbreken daarvan verantwoordelijk voor de beschermde status die Oud-Sabbinge nu heeft: de geprefabriceerde nieuwbouwwijken schragen elders het draagvlak voor onderwijs en zorg. Oud-Sabbinge bouwde nimmer een monotone nieuwbouwwijk en is daardoor een van de meest authentieke gehuchten in Zeeland.

## Kasteel
In Oud-Sabbinge staat een eeuwenoud kasteel. Dit Hooge Huijs (ook: Huis te Sabbinge) is gebouwd omstreeks 1250. Het werd het onderkomen van de heren van Sabbinge. Opdrachtgever voor de bouw was waarschijnlijk Wolfert van Borssele. In 1321 wordt het dan ambachtsheerlijke kasteel Het Hooge Huys verwoest, waarna herbouw plaatsvindt. Blijkens een zoenbrief (d.d. 21-4-1321), door Graaf Willem gegeven, wordt het Hooge Huys bewoond door Claeijs van Schengen. Het kasteel bevestigt in die tijd het wereldlijke gezag van Oud-Sabbinge op het eiland Wolphaartsdijk. Dat duurt tot 1457. Dan huwt een jonkvrouw van Sabbinge met de ambachtsheer van Oostkerke, Laurens van Cats, bijnaam 'de rijke heer van Wolphaartsdijk'. Het kasteel raakt in onbruik en wordt herenboerderij. Door de eeuwen heen vervalt het bouwwerk steeds meer. Midden vorige eeuw rest nog slechts een woning en (in de kelder) een aardappelopslag. Rond 1960 wordt het Hooge Huijs grondig gerestaureerd en teruggebracht in wat (deels volgens de fantasie van de opdrachtgever) de middeleeuwse staat is geweest. Het kasteel is beeldbepalend vanuit het westen, wordt bewoond en kan niet worden bezocht.

## Herkomst van de naam
Over de herkomst van het voorvoegsel bestaat minder onduidelijkheid dan over de naam. Sabbinge werd pas oud na de inpoldering van de Nieuw-Sabbingepolder in 1692. Voor de naam bestaan drie verklaringen. De eerste gaat uit van vroegere heersers. Daar zou een Saxbald bijgezeten kunnen hebben. Sabbe is een afkorting van die naam. Het achtervoegsel 'inge' betekent in dit geval 'behorend tot'. De Sabbingers behoren dan tot de stam van Saxbald. De tweede verklaring start bij de vroegere geografische structuur van het eiland Wolphaartsdijk. Een 'sabb' is een klein bootje. Een 'inge' is een kreek. In Sabbinge kon je met de boot naar de overkant van de kreek. De derde verklaring wijst ook in de richting van een waterloop (in drassig land). 'Sabbe' zou dan zijn afgeleid van het bijvoeglijk naamwoord 'sabbig' (= sappig, soppig, drassig).
Sabbingers noemen hun woonplaats 't Ouweland, omdat de Oud-Sabbingepolder 1000 jaar achtereen bewoond is geweest. 'Het dorp' ligt een kilometer naar het oosten: Wolphaartsdijk. Tot ver in de vorige eeuw heet Oud-Sabbinge ook het Klompendorp, een verwijzing naar de relatieve armoede op 't Ouweland.

## Moeder van Zeeuwse wapens
Het wapen van Oud-Sabbinge (drie golvende blauwe baren op een zilverwit veld) heeft model gestaan voor veel wapens van Zeeuwse dorpen (waaronder Wolphaartsdijk) en steden en voor het wapen van de provincie Zeeland. Het illustreert dat Oud-Sabbinge een van de oudste Zeeuwse dorpen is.

## Molen de Haas

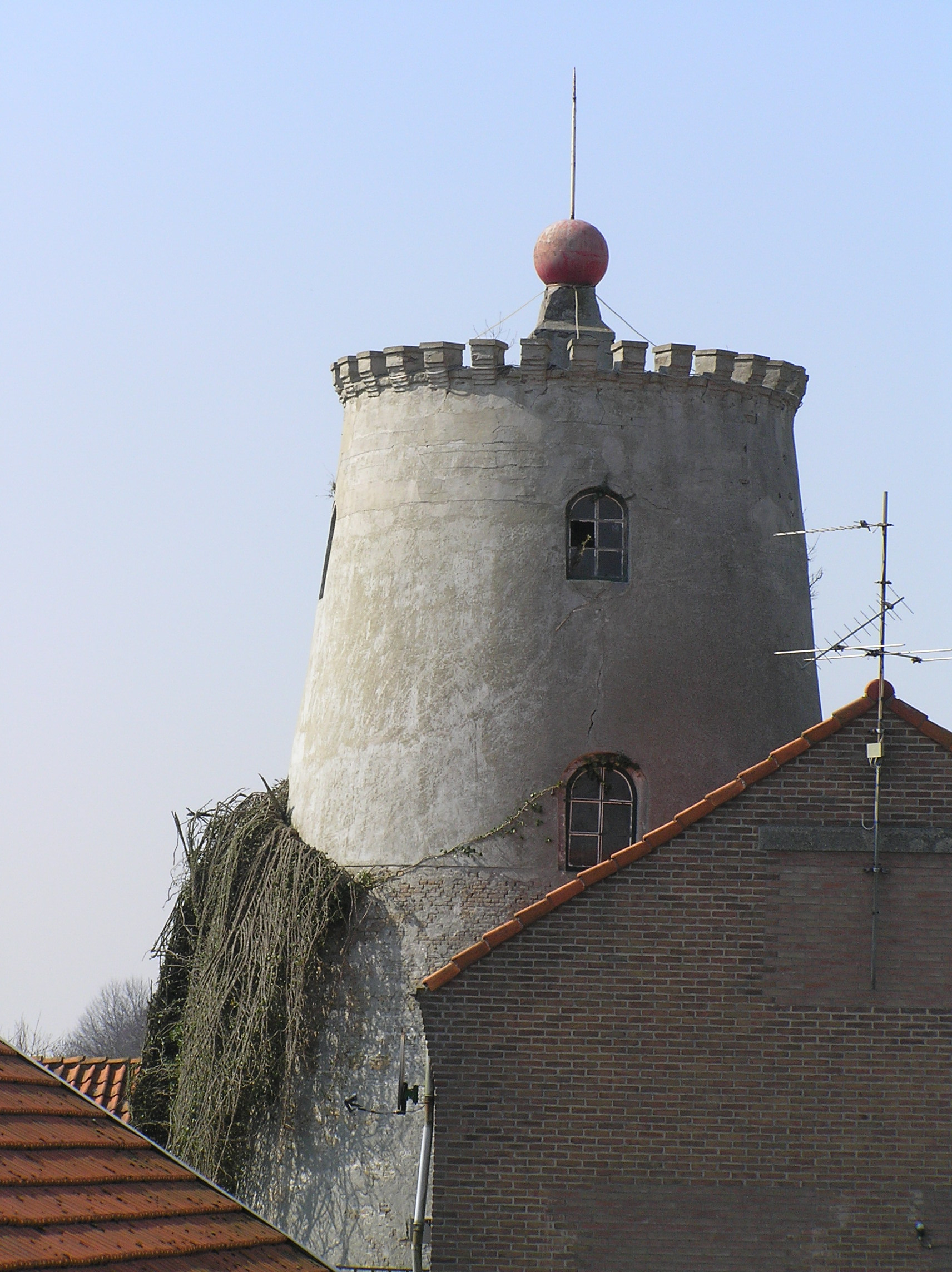
Molen De Haas

In 1853 bouwde Gerard Bevelander, broodbakker te Oud-Sabbinge, stellingmolen De Haas. In de nacht van 19 april 1928 vloog molen de Haas in brand. De Goessche Courant: "In enkele ogenblikken stond de geheele molen in lichte laaie, terwijl de brandweer, mede doordat de druk op de waterleiding daar ter plaatse te gering bleek om het water de kap te doen bereiken, vrijwel machteloos stond". De vereniging De Zeeuwse Molen ijvert voor het behoud van de Haas. Vooral vanwege de unieke dieselmotor, een ééncilinder Deutz/Brons-motor van 18 pk, die sinds de brand in 1928 de wieken verving. In 1939 is deze motor vervangen door een liggende Deutz-motor van 33 pk door de toenmalige eigenaar David Kleinepier. Er zijn in heel Zeeland nog maar drie van deze motormaalderijen. Naast de molenstomp ligt de gelijknamige camping De Haas.

## Televisiestation
Oud-Sabbinge is een van de kleinste gehuchten ter wereld met een eigen televisiestation: Cineac Oud-Sabbinge. De omroep verzorgt uitzendingen op internet en soms op een groot scherm op de Ring, het centrale plein. Cineac Oud-Sabbinge kan gezien worden als een digitale dorpskrant.

## Kaarten en Foto's

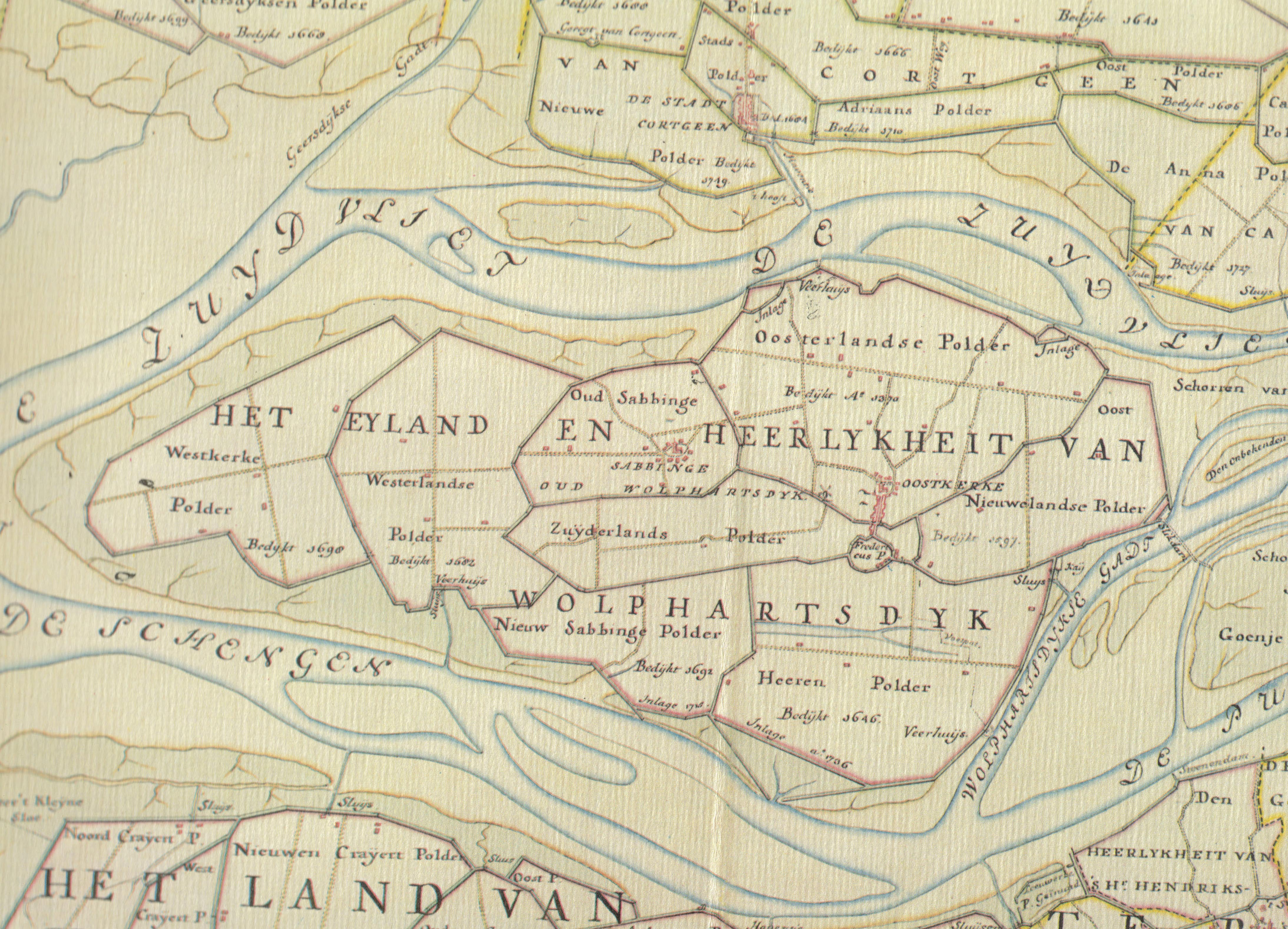
Uitsnede Hattinga 1753
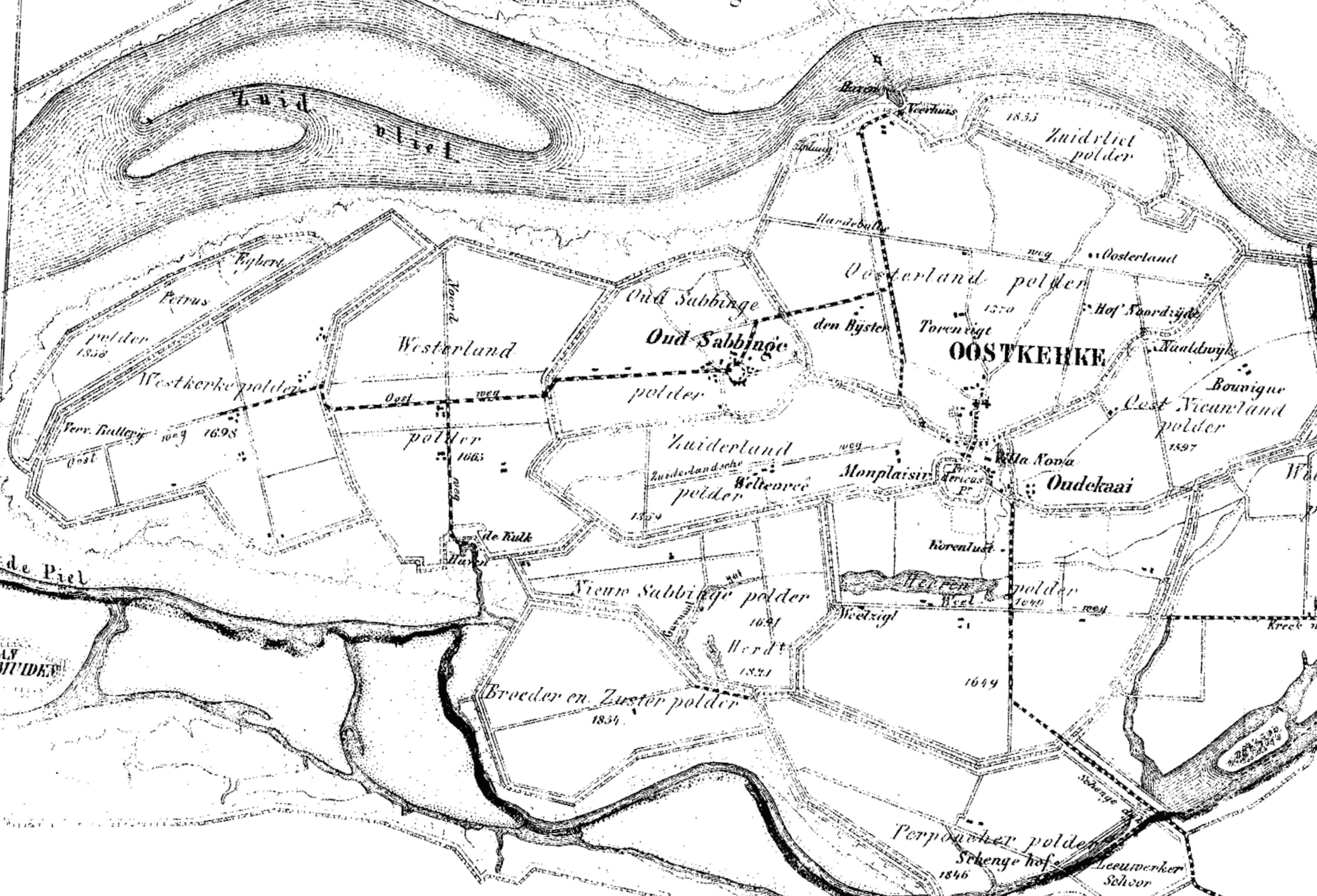
Uitsnede Kuyper 1866
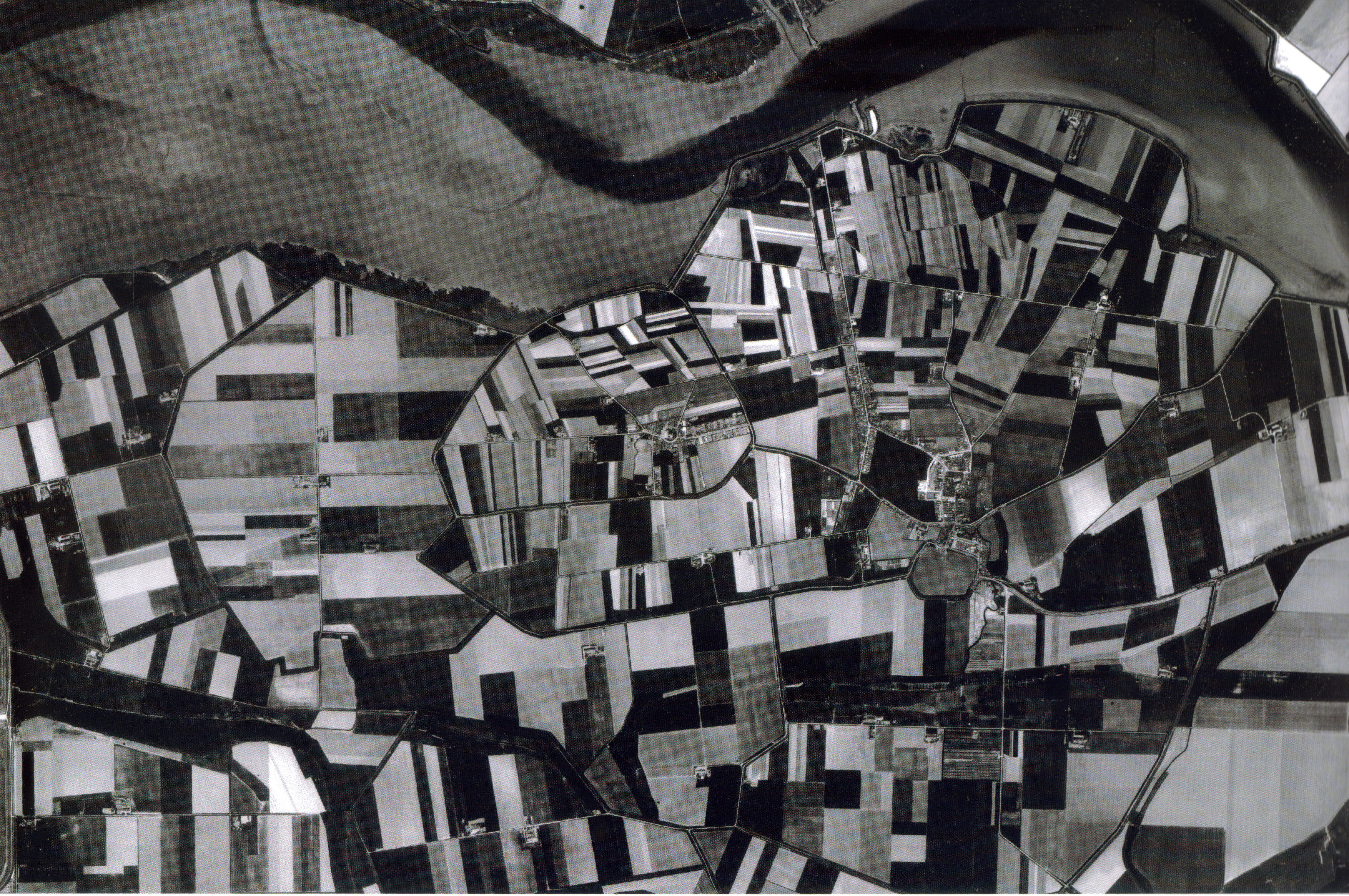
Luchtfoto 1960
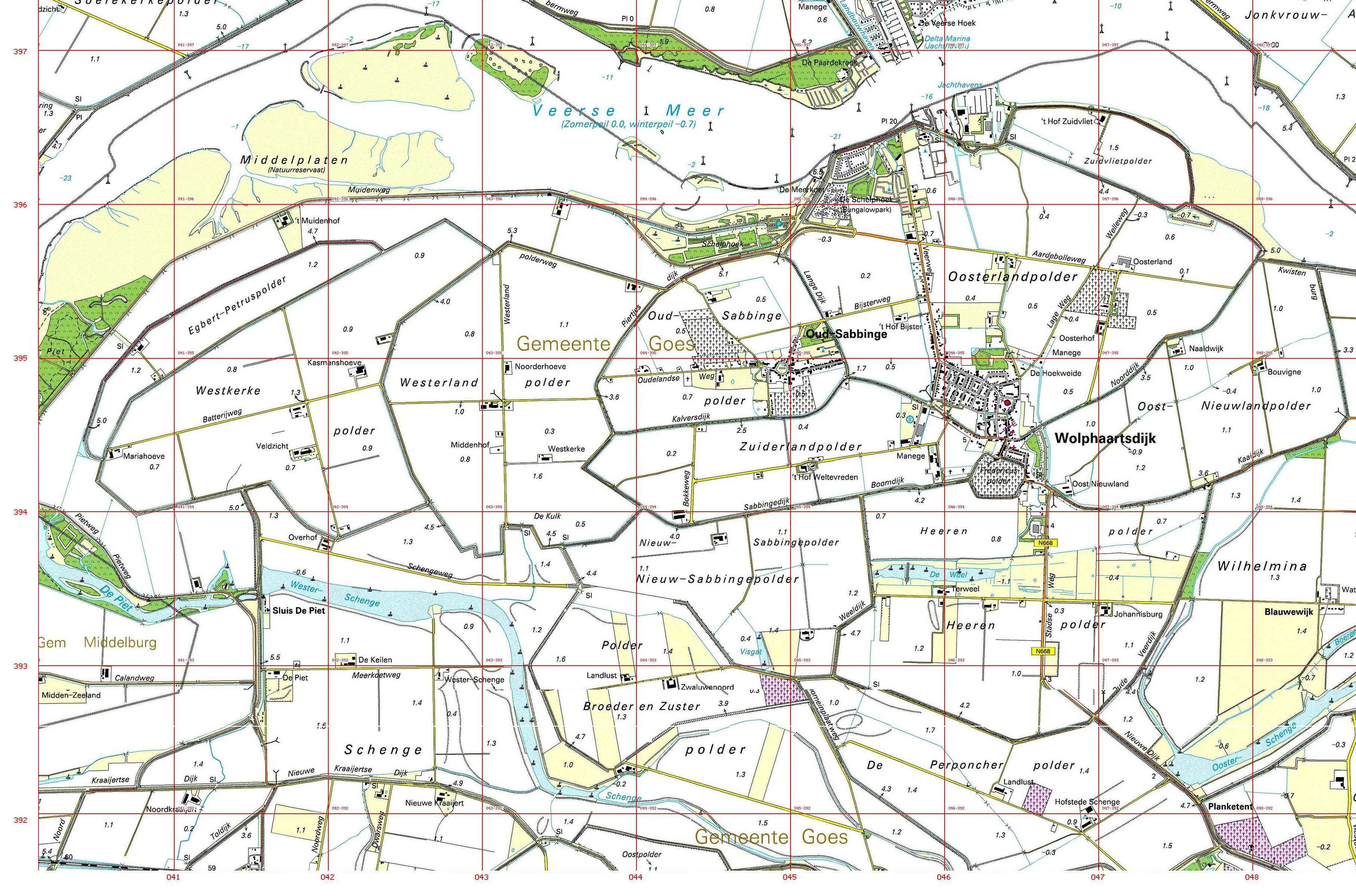
Uitsnede topografische kaarten 1990
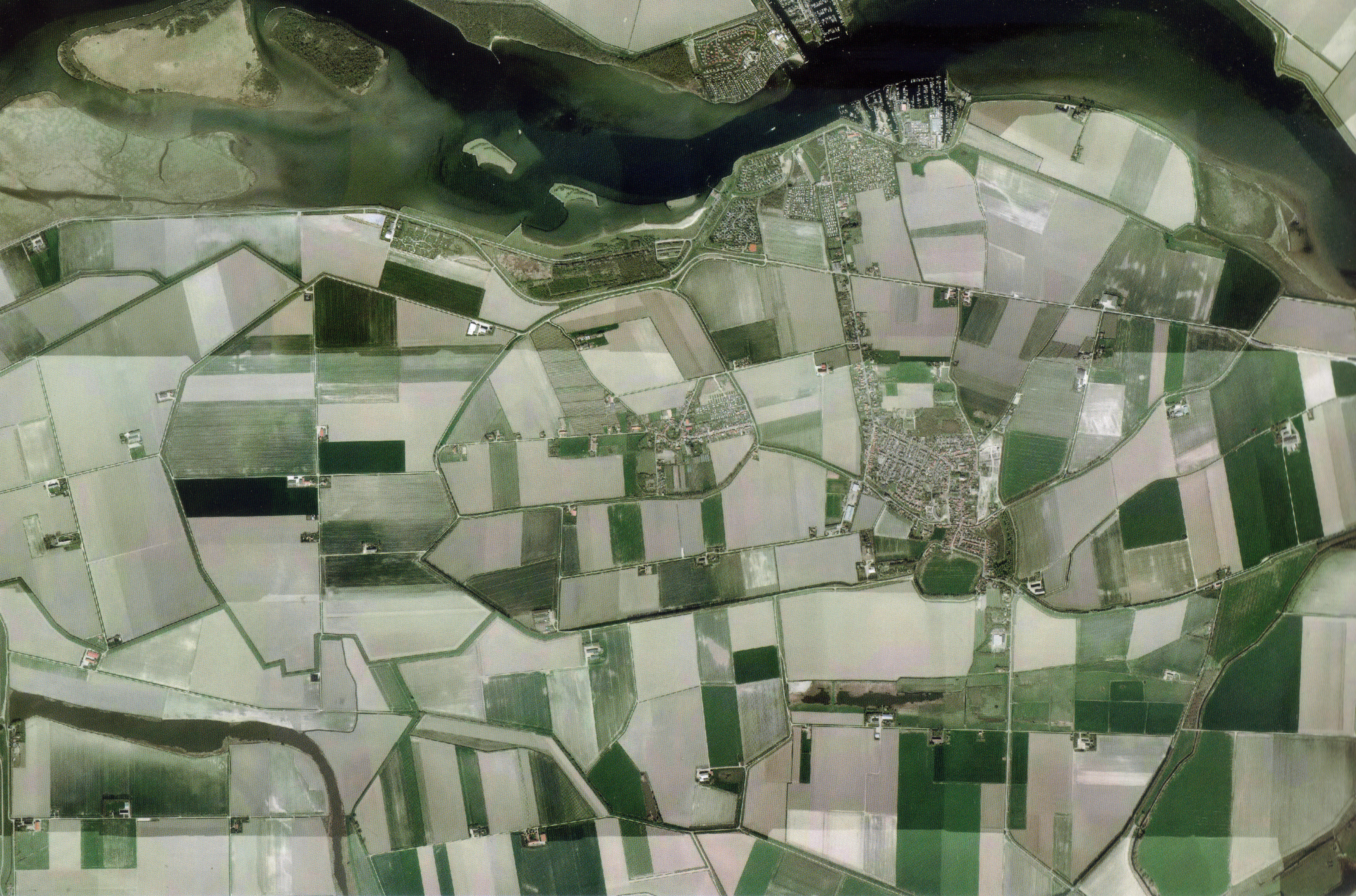
Luchtfoto 2011